# Geschützter Landschaftsbestandteil Baumhecke (Liesen)
Der Geschützte Landschaftsbestandteil Baumhecke mit 306 Meter Länge liegt bei Liesen im Stadtgebiet von Hallenberg im Hochsauerlandkreis. Das Gebiet wurde 2004 bei der Aufstellung des Landschaftsplans Hallenberg durch den Kreistag des Hochsauerlandkreises als Geschützter Landschaftsbestandteil (LB) ausgewiesen.

## Gebietsbeschreibung
Der Landschaftsplan führt zum LB aus: „Es handelt sich um eine Baumhecke entlang eines hohlwegartig eingetieften Wirtschaftsweges nordöstlich von Liesen.“

## Verbote und Gebote
Wie bei allen geschützten Landschaftsbestandteilen besteht nach § 29 Abs. 2 BNatschG das Verbot, dieses zu beschädigen, auszureißen, auszugraben oder Teile davon abzutrennen oder auf andere Weise in seinem Wachstum oder Erscheinungsbild zu beeinträchtigen. Eine ordnungsgemäße Pflege ist vom Verbot ausgenommen. Es ist auch verboten Stoffe oder Gegenstände im Bereich des Geschützten Landschaftsbestandteils anzubringen, zu lagern, abzulagern, einzuleiten oder sich ihrer in anderer Weise zu entledigen, die das Erscheinungsbild oder den Bestand des Geschützten Landschaftsbestandteils gefährden oder beeinträchtigen können. Dies gilt auch für organische oder mineralische Düngemittel und Futtermittel. Sofern Gehölze zerstört bzw. beschädigt werden, kann die Untere Naturschutzbehörde eine Ersatzpflanzung oder ein Ersatzgeld festsetzten.